# Мапусага
Мапусага  (англ. Mapusaga) — маленькая деревня расположенная на 9 миль восточнее Паго-Паго на острове Тутуила в Островных территориях США в Американском Самоа. В деревне располагается Колледж Американского Самоа.